# میرزا عبدالباقی منجم‌باشی
میرزا عبدالباقی منجم‌باشی از رجال عصر قاجار، داماد فتحعلی شاه قاجار و تولیت آستان قدس رضوی در آن دوره بود.
میرزا عبدالباقی پسر میرزا بزرگ منجم‌باشی و از خاندان منجم‌باشی بود که نزدیک به یک قرن حکومت گیلان را در دست داشتند. او در لنگرود و مشهد تحصیل کرد و علوم عقلی و ریاضیات آموخت، همچنین در مورد نجوم و کیمیاگری مطالعاتی انجام داد. در سال ۱۲۵۰ هجری قمری با شاه جهان خانم دختر سی و چهارم فتحعلی شاه قاجار ازدواج کرد. در جمادی‌الاول ۱۲۶۷ هجری قمری به تولیت آستان قدس رضوی منصوب شد و
تا رمضان ۱۲۷۰ در این مقام بود. پس از آن به تهران رفت و مقیم آن شهر گردید. او در حدود سال ۱۲۷۵ هجری قمری در تهران درگذشت و در گورستان ابن بابویه به خاک سپرده شد.